# Parallel Lines
Parallel Lines är ett musikalbum av punk och new wavegruppen Blondie. Det lanserades i september år 1978 på Chrysalis Records. Albumet producerades av Mike Chapman. Det var ett av Blondies mest populära, och i mångas mening deras bästa album. Skivan innebar också deras breda genombrott i hemlandet USA där deras tidigare skivor, till skillnad från i Europa endast sålt blygsamt. Albumet gjorde mycket stor succé i Storbritannien, och singeln "Heart of Glass" hamnade överst på såväl amerikanska Billboard-listan och brittiska UK Singles Chart. "One Way or Another" blev en hyfsat stor singelhit i USA och nådde placering 24 på singellistan, medan gruppen fick ytterligare en singeletta i Storbritannien med "Sunday Girl". Även "Hanging on the Telephone" och "Picture This" släpptes som singlar från albumet.
Parallel Lines har sålt i över 20 miljoner exemplar. Albumet blev listat av magasinet Rolling Stone som #140 på listan The 500 Greatest Albums of All Time.
Gitarristen Robert Fripp gästspelar på låten "Fade Away and Radiate"

## Låtar på albumet
1. "Hanging on the Telephone" (Lee) - 2:17
2. "One Way or Another" (Harrison/Harry) - 3:31
3. "Picture This" (Destri/Harry/Stein) - 2:53
4. "Fade Away and Radiate" (Stein) - 3:57
5. "Pretty Baby" (Harry/Stein) - 3:16
6. "I Know But I Don't Know" (Infante) - 3:53
7. "11:59" (Destri) - 3:19
8. "Will Anything Happen?" (Lee) - 2:55
9. "Sunday Girl" (Stein) - 3:01
10. "Heart of Glass" (Harry/Stein) - 3:45
11. "Gonna Love You Too" (Mauldin/Petty/Sullivan) - 2:03
12. "Just Go Away" (Harry) - 3:21

## Listplaceringar
| Lista (1978)   | Position            |
| -------------- | ------------------- |
| Finland        | 11                  |
| Frankrike      | 11                  |
| Kanada         | 2 (RPM)             |
| Nederländerna  | 7                   |
| Norge          | 16 (VG-lista)       |
| Nya Zeeland    | 3                   |
| Storbritannien | 1 (UK Albums Chart) |
| Sverige        | 9 (Topplistan)      |
| USA            | 6 (Billboard 200)   |
| Västtyskland   | 9                   |
| Österrike      | 24                  |